# هالدون بویسان
هالدون بویسان (ترکی استانبولی: Haldun Boysan؛ زادهٔ ۶ ژوئیهٔ ۱۹۵۸) هنرپیشه اهل ترکیه است.
از فیلم‌ها یا برنامه‌های تلویزیونی که وی در آن نقش داشته‌است می‌توان به شغال اشاره کرد.